# 제니스 미디어 콘텐츠
제니스 미디어 콘텐츠(Zenith Media Contents) 2012년에 설립된 대한민국의 연예 기획사이다.

## 이전 소속 연예인
| 소속 연예인 | 직업 | 구성원                                     | 이전 구성원                          | 리더 | 데뷔             | 해체            |
| ----------- | ---- | ------------------------------------------ | ------------------------------------ | ---- | ---------------- | --------------- |
| 루루즈      | 가수 | 서윤, 로아, 은솜                           | 없음                                 | 서윤 | 2014년 11월 21일 | 2015년 7월 20일 |
| 립버블      | 가수 | 서린, 은별, 한비, 미래, 위니, 리아, 엘라   | 류아, 이나, 해아                     | 서린 | 2017년 3월 22일  | 2019년 5월 21일 |
| 제스트      | 가수 | 슌, 승훈, 예호, 신, 고건                   | 최고, 덕신                           | 슌   | 2014년 7월 28일  | -               |
| 워너비      | 가수 | 세진, 로은, 린아, 아미, 은솜               | 새봄, 제이빈, 윤슬, 서윤, 지우, 시영 | 아미 | 2014년 11월 21일 | 2019년          |
| 김보정      | 배우 | -                                          | -                                    | -    | 2008년           | -               |
| 정익한      | 배우 | -                                          | -                                    | -    | -                | -               |
| 김주연      | 배우 | -                                          | -                                    | -    | -                | -               |
| 강지온      | 배우 | -                                          | -                                    | -    | 2013년           | -               |
| 정보석      | 배우 | -                                          | -                                    | -    | 1986년           | -               |
| 심재현      | 배우 | -                                          | -                                    | -    | 2004년           | -               |
| Z-GIRLS     | 가수 | 칼린, 마히로, 반야, 퀸, 프리얀카, 벨       | 조앤                                 | 칼린 | 2019년 2월 23일  | -               |
| Z-BOYS      | 가수 | 마빈, 페리, 로이, 조쉬, 시드, 가이, 블링크 | -                                    | 마빈 | 2019년 2월 23일  | -               |